# Chopping Tool

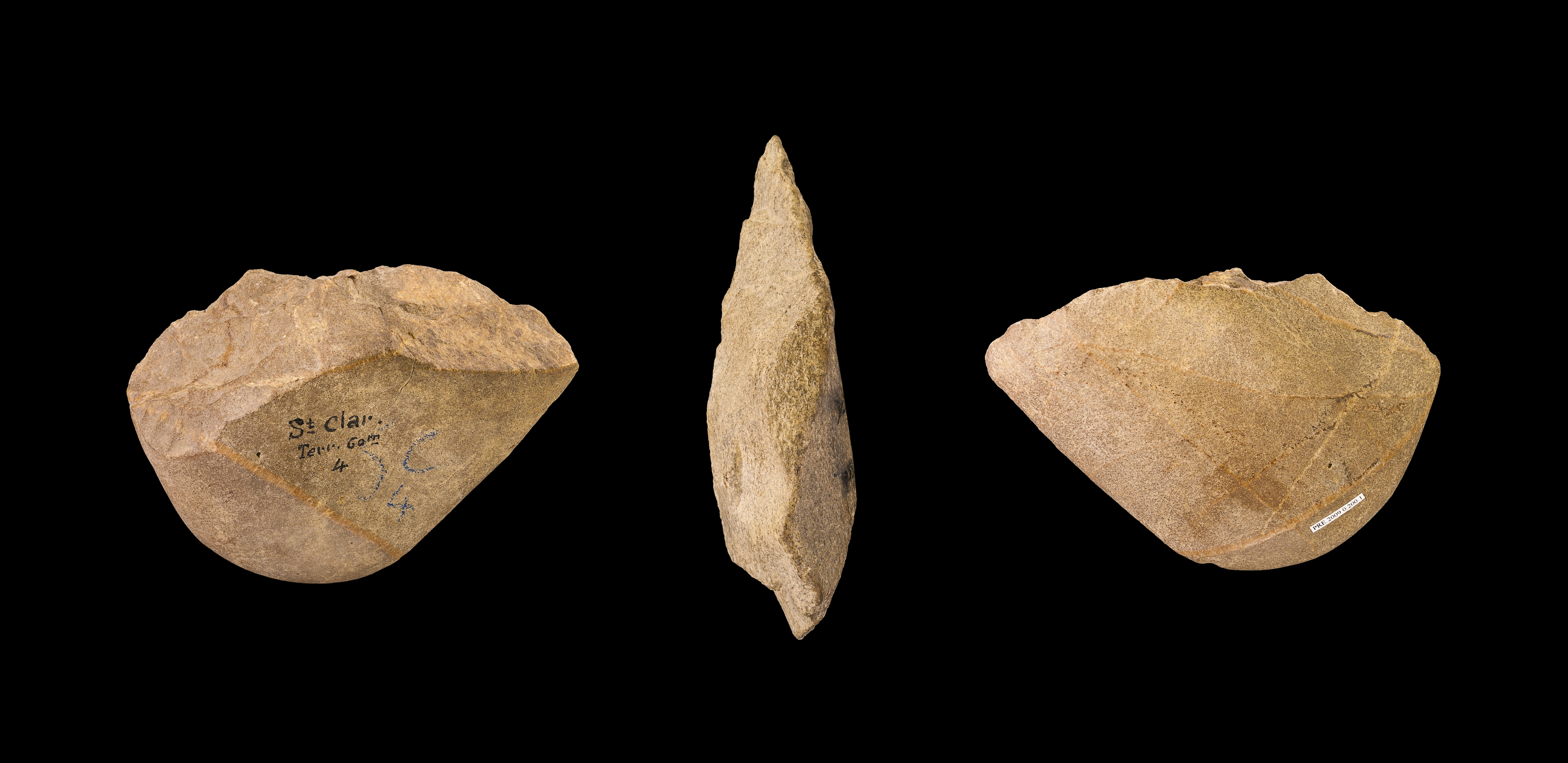
Chopping Tools

Als Chopping Tools (englisch für Hackwerkzeug) werden Geröllgeräte bezeichnet, die typisch für den frühesten Abschnitt der Altsteinzeit sind, der in Afrika Early Stone Age, in Europa und Asien Altpaläolithikum genannt wird. Im Gegensatz zu den einseitig zugerichteten Choppern (Schlagnegative sind auf eine Fläche beschränkt) ist die Schneide der Chopping Tools von beiden Seiten aus zugerichtet (Schlagnegative auf beiden Flächen). 

## Forschungsgeschichte
Die Unterscheidung zwischen Choppern und Chopping Tools wurde im Jahre 1948 vom amerikanischen Archäologen Hallam Leonard Movius eingeführt. Dieser beschrieb mit der nach ihm benannten Movius-Linie die Verbreitung bifacieller Steingeräte, wobei er Chopping Tools und Faustkeile technologisch und nach ihrem Formkonzept unterschied. Mary Leakey, die Ausgräberin der Hominidenfundplätze in der Olduvai-Schlucht in Tansania, bezeichnete hingegen die Chopping Tools als „Proto-Zweiseiter“ und damit als Vorstufe zu den späteren, technologisch höher entwickelten echten Faustkeilen. Die ältesten echten Faustkeile in Afrika sind etwa 1,76 Millionen Jahre alt und markieren den Beginn des Acheuléens.

## Zeitliche und regionale Verbreitung
Die ältesten Chopping Tools stammen aus Afrika, vor allem aus Fundstellen in Äthiopien und Tansania (→ Oldowan). Dort sind Chopping Tools vor allem für das developed Oldowan typisch. Diese höher entwickelte Stufe des Oldowan ist charakterisiert durch ein Zurückgehen der vorher dominanten Verbreitung von Choppern (engl.: predominance of choppers) und durch eine zunehmende Verbreitung der Chopping Tools. Das developed Oldowan wurde daher in der Vergangenheit auch bereits als zum nachfolgenden Acheuléen gehörend diskutiert. Zusätzlich sind Chopping Tools jedoch auch aus jüngeren Fundstellen bekannt, zum Beispiel aus Zhoukoudian in der Nähe von Peking (China) im Zusammenhang mit dem Pekingmenschen. Vereinzelt existieren auch Fundstellen in Europa, beispielsweise der georgische Homininen-Fundplatz Dmanissi und die Fundstelle Vertesszöllös in Westungarn.   

## Typenspektrum und Verwendung
Wichtigstes Erkennungskriterium für Chopping Tools ist das Vorhandensein einer intentionellen, auf beiden Seiten existenten Retusche. Von den Chopping Tools gibt es verschiedene Typen, zum Beispiel Werkzeuge, deren Schneide durch je ein wechselseitig angebrachtes oder zwei gegenüberliegende Negative gebildet wird – dies sind Chopping Tools mit schrägen Negativen oder mit wellig verlaufender Schneide sowie Artefakte mit welliger, in eine Spitze auslaufender Hervorhebung (dieser Typ der Artefakte bildet den Übergang zum Faustkeil). Die unterschiedlichen Ausprägungen der Chopping Tools resultieren vor allem aus der Tatsache, dass sich die Entwicklung der frühesten Steinindustrien in sehr großen, ausgedehnten Gebieten abspielte. Technologische Neuerungen wurden unabhängig voneinander in verschiedenen Zentren entdeckt, was zu einer bisweilen sehr vielfältigen Aufspaltung der Typen führte.
In der Größe variieren Chopping Tools von kleinen, mit zwei oder drei Fingern zu führenden Exemplaren bis hin zu großen Hiebgeräten, die nur mit beiden Händen zu führen sind. Verwendet wurden sie zum Schlagen (zur Aufspaltung von hartschaliger Pflanzennahrung oder zum Aufbrechen von Knochen, um an das Knochenmark zu gelangen), sowie zum Schneiden, Sägen, Schaben und Schlachten. Die Existenz von Chopping Tools beispielsweise in Zhoukoudian (siehe oben) lieferte den Hinweis darauf, dass der Pekingmensch ein Fleischesser war, da eben jene Werkzeuge in Vergesellschaftung mit großen Mengen der Reste von Fauna entdeckt wurden.